# Bruck an der Mur (district)
Het Bezirk Bruck an der Mur lag in het noorden van de Oostenrijkse deelstaat Stiermarken, in het centrum van Oostenrijk. Het district had ongeveer 65.000 inwoners toen het op 1 januari 2013 werd samengevoegd met Bezirk Mürzzuschlag tot Bruck-Mürzzuschlag.

## Gemeenten
- Aflenz Kurort
- Aflenz Land
- Breitenau am Hochlantsch
- Bruck an der Mur
- Etmißl, Lonschitz, Oisching
- Frauenberg
- Gußwerk
- Halltal
- Kapfenberg
- Mariazell
- Oberaich
- Parschlug
- Pernegg an der Mur
- Sankt Ilgen
- Sankt Katharein an der Laming
- Sankt Lorenzen im Mürztal
- Sankt Marein im Mürztal
- Sankt Sebastian
- Tragöß
- Turnau

Bruck-Mürzzuschlag · Deutschlandsberg · Graz · Graz-Umgebung · Hartberg-Fürstenfeld · Leibnitz · Leoben · Liezen · Murau · Murtal · Südoststeiermark · Voitsberg · Weiz

Voormalige districten: Bruck an der Mur · Feldbach · Fürstenfeld · Hartberg · Judenburg · Knittelfeld · Mürzzuschlag · Radkersburg